# Alban Skënderaj
Alban Skënderaj (ur. 20 kwietnia 1982 w Lushnji) – albański piosenkarz i autor tekstów.

## Życiorys
W wieku 14 lat przeniósł się do Włoch.
W 2012 roku uczestniczył w festiwalu muzycznym Kënga Magjike, w którym został ogłoszony zwycięzcą.

## Dyskografia[1]

### Albumy
| Rok  | Album             |
| ---- | ----------------- |
| 2008 | Melodi            |
| 2008 | Flad ne shkretirë |
| 2011 | Ende ka shprese   |

### Teledyski
| Rok  | Teledysk                    |
| ---- | --------------------------- |
| 2008 | Larg dhe afer               |
| 2009 | Walking through the silence |
| 2009 | This is your day            |
| 2013 | Një ëndërr                  |
| 2013 | Nese thua po                |
| 2013 | Peng                        |
| 2013 | Mrekulli e tete             |
| 2014 | Je ti                       |
| 2014 | Urat e jetes                |
| 2014 | 24 orë                      |
| 2016 | Kam nevoje                  |
| 2016 | Duart lart                  |
| 2016 | Engjëll                     |
| 2017 | 1000 premtime               |
| 2017 | Nuk je vetem                |
| 2017 | Dhurata                     |
| 2017 | More than a song            |
| 2018 | Imagjino                    |
| 2018 | Ping pong                   |
| 2018 | Drejt suksesit              |
| 2018 | Deja vu                     |
| 2018 | Lea                         |
| 2019 | Faleminderit                |
| 2019 | Drejt në zemër              |
| 2019 | Duamë                       |
| 2020 | Çdo ditë një shën valentin  |
| 2020 | Ki mëshirë                  |
| 2020 | Parajsa ime                 |
| 2020 | A i sheh                    |
| 2021 | Kush ta ndien ty aromën     |
| 2021 | Zjarr ne shpirt             |
| 2021 | Parajsa ime 2               |
| 2021 | Zemër përmbi zemër          |
| 2022 | Spektatore                  |

## Życie prywatne
Jego ojciec był oficerem w wojsku albańskim.
Alban Skënderaj jest w związku od 2007 roku z Miriam Cami (wziął z nią ślub w maju 2019), z którą ma dwoje dzieci: Amelię (ur. 28 listopada 2015) i Duama (ur. styczeń 2020).